# Gerhard Bosse
Gerhard Bosse (Wurzen, 23 de enero de 1922 – Takatsuki, 1 de febrero de 2012) fue un violinista y director de orquesta alemán.

## Biografía
Bosse era hijo del músico militar Oskar Bosse (1893-1979) y creció en Greiz. Recibió sus primeras lecciones de violín de su padre a los seis años. De 1930 fue educado en la Konzertmeister del Reußische Hofkapelle. Fue a Leipzig en 1936 y realizó clases con Edgar Wollgandt. Después de graduarse en 1940, estudió violín con Walther Davisson en la Escuela Superior de Música y Teatro «Felix Mendelssohn Bartholdy» de Leipzig. Ya durante sus estudios, trabajó como sustituto con la Leipzig Gewandhaus Orchestra. En 1943 fue nombrado miembro de la Reichs-Bruckner-Orchester (Linz)| Reichs-Bruckner-Orchester]] en Linz y tocó con directores como Karl Böhm, Wilhelm Furtwängler, Carl Schuricht, Herbert von Karajan, Oswald Kabasta y Joseph Keilberth. Estudió canto en el Conservatorio de Linz.
De 1948 a 1951 fue concertino del Small Radio Orchestra Weimar. En 1949 Bosse fue profesor de la Escuela Superior de Música Franz Liszt Weimar y en 1951 fue el primer concertino de la Orquesta Sinfónica MDR bajo Hermann Abendroth. Recibió un profesorado en la Academia de Música de Leipzig. Entre sus estudiantes fue Hans-Christian Bartel, Dietmar Hallmann y Karl Suske.  De 1955 a 1987 Bosse fue concertino de la Orquesta Gewandhaus bajo los directores Franz Konwitschny, Václav Neumann y Kurt Masur. De 1955 a 1977 fue Primario del Gewandhaus Quartet. En 1963, Bosse fundó la Bachorchester zu Leipzig, con su conducción hasta 1987. 

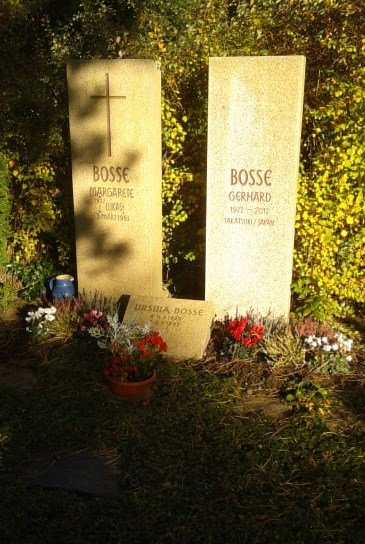
Tumba de Gerhard Bosse en Leipzig

En 1980, Bosse fundó el Festival Internacional de Música Kirishima en Japón. También fue director invitado de la New Japan Philharmonic y profesor invitado en la Universidad de las Artes de Tokio. En 2000, se convirtió en director musical de la Orquesta de Cámara de la Ciudad de Kobe y dos años más tarde asesor de la Nueva Filarmónica de Japón.

## Honores y premios
- Premio Nacional de la RDA de arte y literatura, III (1962)
- Arthur-Nikisch-Preis (1972)
- Orden de Méito Patriótico (1972)
- Vaterländischer Verdienstorden in Gold (1974)
- Kunstpreis der Stadt Leipzig (1980)
- Nationalpreis der DDR für Kunst und Literatur, II. Klasse (1986)
- Bundesverdienstkreuz 1. Klasse (1998)
- Premio Cultural Ciudad de Kobe (2005, 2008)
- Premio ExxonMobil Music (2008)
- Miembro honorario de la Orquesta Gewandhaus (2011)

## Literatura
- Hans-Rainer Jung, Claudius Böhm: Das Gewandhaus-Orchester. Seine Mitglieder und seine Geschichte seit 1743.[5] Faber & Faber, Leipzig 2006, ISBN 978-3-936618-86-0, p. 259.
- Steffen Lieberwirth: Bosse. Ein Leben am ersten Pult.[6] Edition Peters, Leipzig 1987, ISBN 3-369-00037-7.
- Bosse, Gerhard. In Brockhaus Riemann Musiklexikon. CD-Rom, Directmedia Publishing, Berlin 2004, ISBN 3-89853-438-3, p. 1329.